# 旱台子墓群
旱台子墓群，位于中国甘肃省武威市凉州区，为一个省级文物保护单位，类型为古墓葬。
旱台子墓群的历史年代为新石器时代、汉。